# Municipio metropolitano de Barnsley
Barnsley es uno de los cuatro municipios metropolitanos que forman el condado metropolitano de Yorkshire del Sur (Inglaterra). Limita al norte con Yorkshire del Oeste, al este con Doncaster, al sur con Rotherham y Sheffield, y al oeste con Derbyshire. La ciudad principal del municipio es Barnsley. 
Fue creado por la Ley de Gobierno Local de 1972, que entró en vigor el 1 de abril de 1974, como una fusión del municipio condal de Barnsley, los distritos rurales de Hemsworth, Penistone y Wortley, y los distritos urbanos de Cudworth, Darfield, Darton, Dearne, Dodworth, Hoyland Nether, Penistone, Royston, Wombwell y Worsborough.

## Demografía
Según el censo de 2001, Barnsley tenía 218 063 habitantes (48,65% hombres, 51,35% mujeres). Un 20,32% de ellos eran menores de 16 años, un 72,25% tenían entre 17 y 74, y un 7,41% eran mayores de 75. El 99,08% de la población era de raza blanca, el 0,34% mestizos, el 0,31% asiáticos, el 0,07% negros, y el 0,18% chinos o de otro grupo étnico. Reino Unido era el lugar de origen más común (98,26%), seguido por Alemania (0,28%) e Irlanda (0,25%). La religión más profesada era el cristianismo con un 81,1% de la población, seguido por el islamismo con un 0,23%, el hinduismo y el sijismo con un 0,08%, respectivamente, el budismo con un 0,06%, y el judaísmo con un 0,01%, mientras que el 10,74% no seguía ninguna.
El 41,1% de los habitantes de estaban solteros, el 42,61% casados, el 1,48% separados, el 7,4% divorciados y el 7,38% viudos. La población económicamente activa se situó en 95 352 habitantes, de los que un 90,79% tenían empleo, un 6,5% estaban desempleados, y un 2,69% eran estudiantes a tiempo completo.
Barnsley tenía una superficie total de 329,05 km² y la densidad de población era de 663 hab/km². Había 3685 hogares sin ocupar y 92 165 con residentes. Un 27,94% de ellos estaban habitados por una sola persona, un 11,28% por padres solteros con o sin hijos dependientes, y un 59,25% por parejas, el 49,7% casadas y el 9,55% sin casar, de igual forma, con o sin hijos dependientes en ambos casos.